# Tanytarsus pelagicus
Tanytarsus pelagicus är en tvåvingeart som beskrevs av Tokunaga 1933. Tanytarsus pelagicus ingår i släktet Tanytarsus och familjen fjädermyggor. Inga underarter finns listade i Catalogue of Life.